# Hegedűs Frigyes
Hegedűs Frigyes (Nagykőrös, 1920. május 14. – 2008. június 2.) öttusázó, edző, sportvezető.

## Sportolói pályafutása
1939-től a Ludovika Akadémiai SE, 1945-től a Csepeli MTK, majd 1949-től a Budapesti Honvéd öttusázója, atlétája és vívója volt. 1947-től 1955-ig szerepelt a magyar öttusa válogatottban. A magyar csapat tagja volt az 1948. évi londoni olimpián. Pályafutása alatt összesen egy egyéni és négy csapatbajnoki címet szerzett. Az aktív sportolástól 1956-ban vonult vissza. 

### Sporteredményei
- olimpiai résztvevő: 1948, London
- ötszörös magyar bajnok:
  - egyéni: 1952
  - csapat: 1947–1949, 1951

## Edzői és sportvezetői pályafutása
1944-ben végzett a Ludovika Akadémián, majd az Eötvös Loránd Tudományegyetemen jogtudományi oklevelet szerzett és 1950-ben ügyvédi vizsgát tett. 1949-ben közreműködésével alakult meg a Budapesti Honvéd öttusa szakosztálya, melynek – még aktív sportolóként – első edzője lett. 1953-tól 1970-ig a Csepeli MTK, illetve a Csepeli SC vezetőedzője volt. Edzésmódszertani újítóként, jelentős szerepe volt abban, hogy a magyar öttusasport a világ élvonalába került. 1962-től 1966-ig szövetségi kapitányként irányította a magyar válogatott munkáját. Nevéhez fűződik a legendás magyar aranycsapat (Balczó András, Móna István és Török Ferenc) kialakítása, amely sikereit részben az ő kapitánysága alatt érte el.   
1963 decemberétől a Magyar Testnevelési és Sportszövetség országos tanácsának tagja lett.

### Főbb művei
- Öttusa (Budapest, 1957)
- Olimpiai útikönyv (Kocsis Mihállyal és Kocsis L. Mihállyal, Budapest, 1964)
- Modern pentathlon (angol, orosz és japán nyelven, Budapest, 1964)